# ديا (مغنية)
ديا (هانغل: 디아) هي مغنية كورية جنوبية، ولدت في 12 يونيو 1992 في إنتشون في كوريا الجنوبية.